# Burgunderhjälm

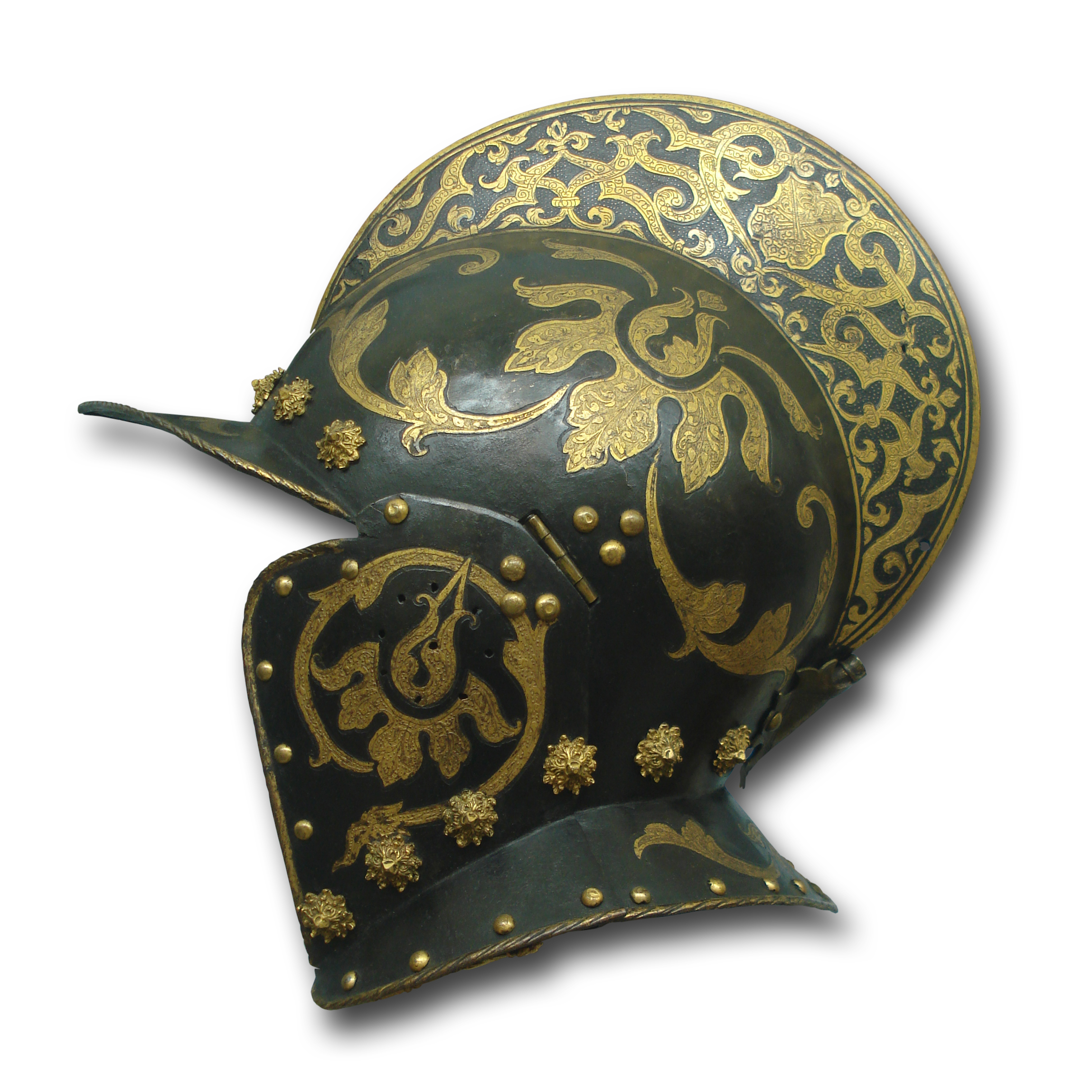
Burgunderhjälm.

Burgunderhjälm eller burgunderhuva (med eller utan visir), ibland även stormhuva med mera (jämför tyska: Sturmhaube, Pickelhube), är en stridshjälm som användes  under 1500- 1600-talen och lär härstamma från Italien. På  Karl V:s tid användes den av det spanska infanteriet och senare spred den sig så gott som över hela Europa. Den användes även av ryttare.
Pickelhaube var under modern tid preussiska, sedermera tyska, arméns traditionella huvudbonad från senare hälften 1800-talet.

## Utseende
Burgunderhjälmen är baktill i nacken starkt insvängd. Den har en fast eller av förskjutbara skenor bildad nackskärm liknande en kräftstjärt, en  pannskärm, som till en början var att slå upp som ett visir men sedan gjordes i ett stycke med hjälmklockan, samt skydd för öron och kinder. För att kunna höra bättre försågs kindskydden ofta med hål. Hjälmen hade till en början rätt låg kam eller, som på de äldsta, tre kammar, men sedan blev den så småningom mycket hög. Ofta förekom typer, där kindskydden gjorts större och bredare och förlängts så, att de i förening med nackskärmen bildade en sorts krage för att skydda hakan och halsen samt knäpps ihop framtill.  

## Visirhjälm

Burgunderhjälm för tornerspel från Gustav II Adolfs tid.
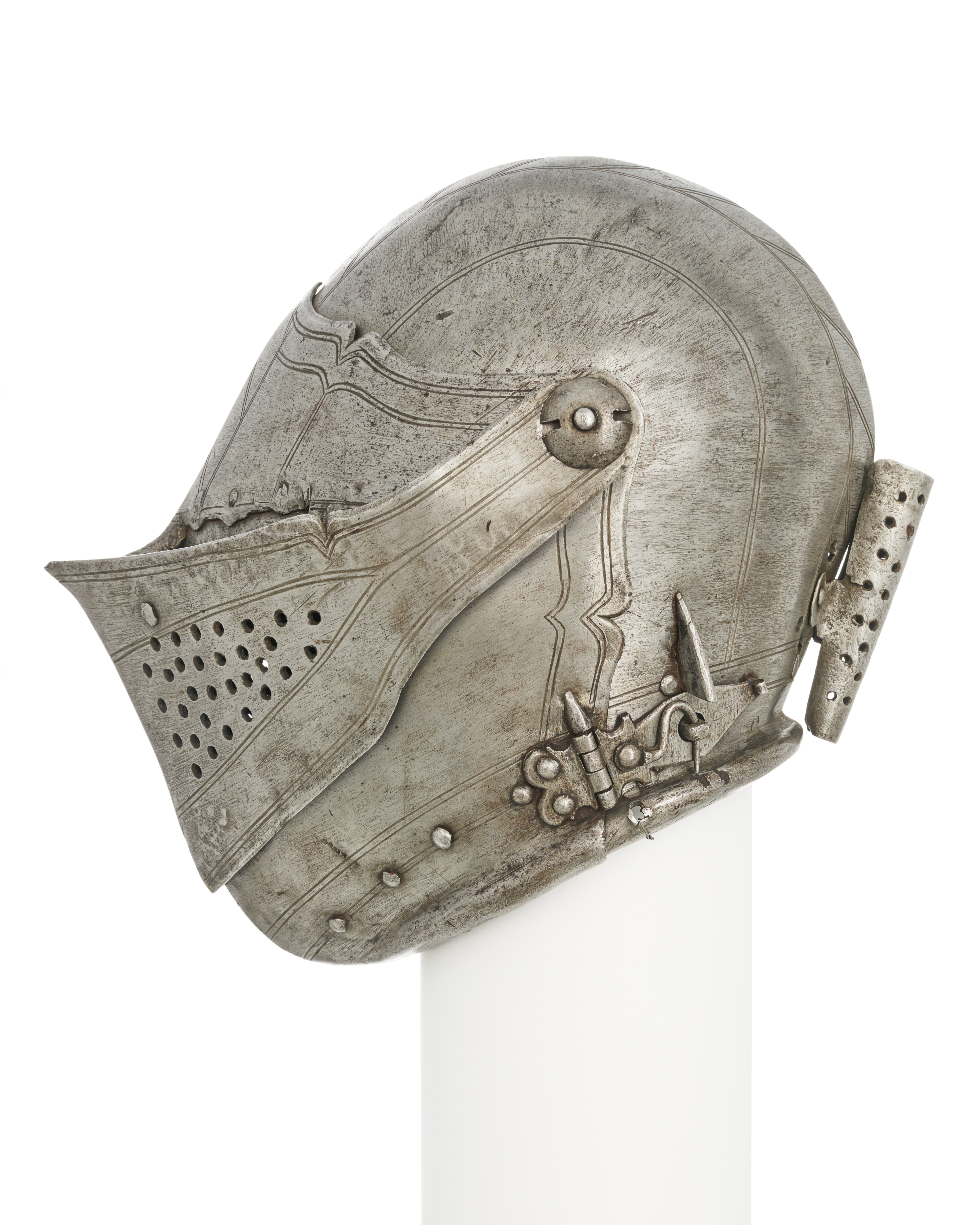
Vänsterprofil
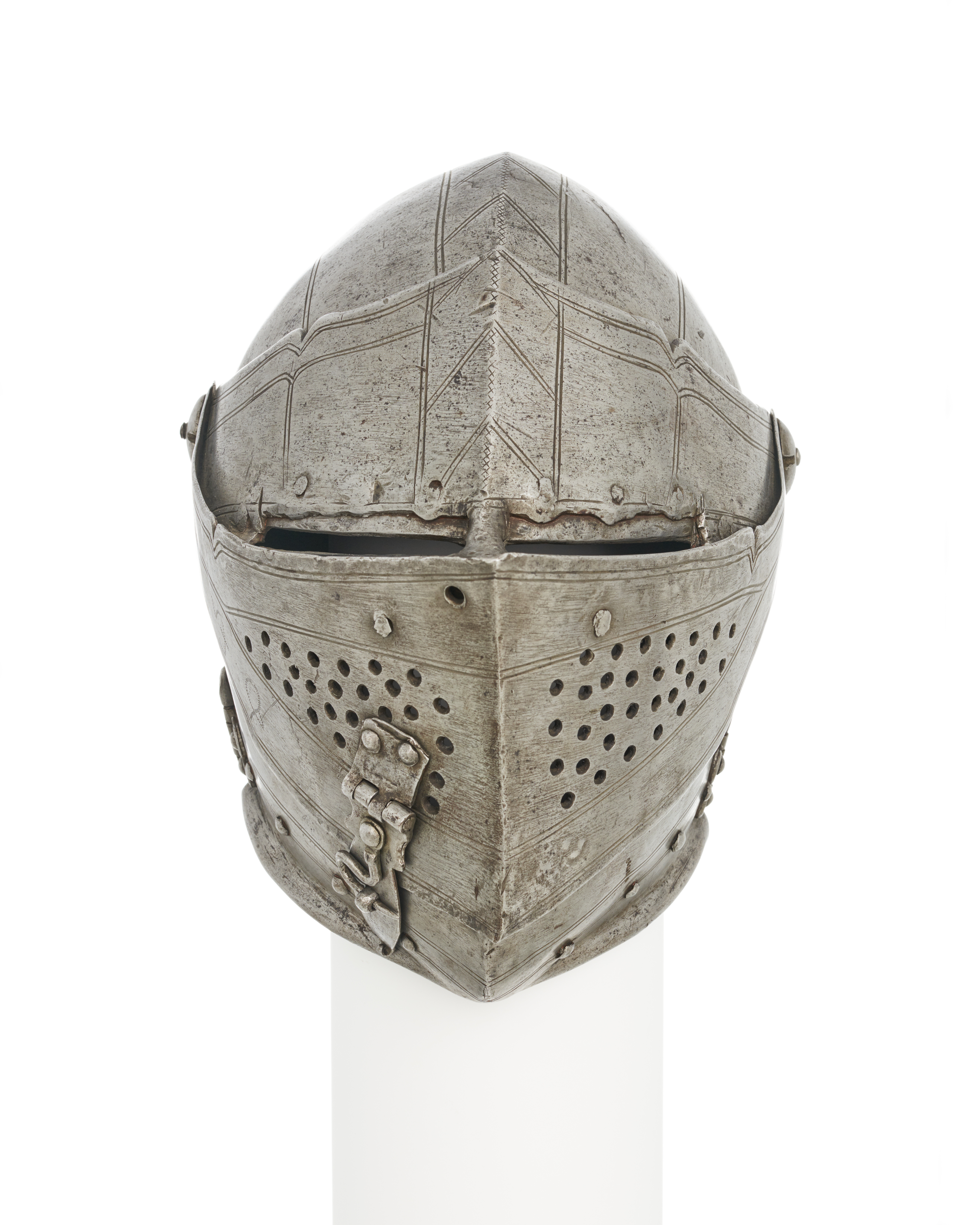
Frontvy
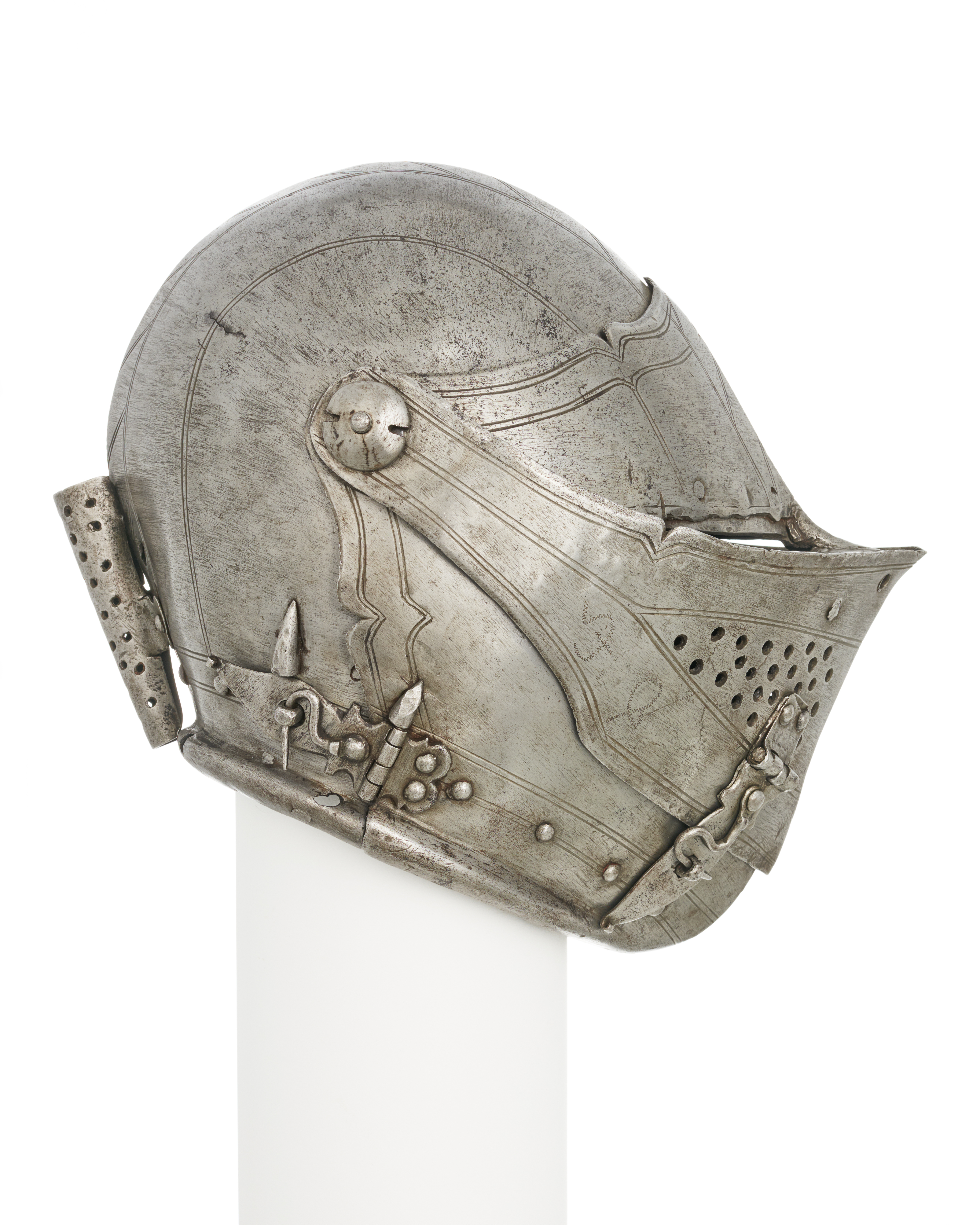
Högerprofil
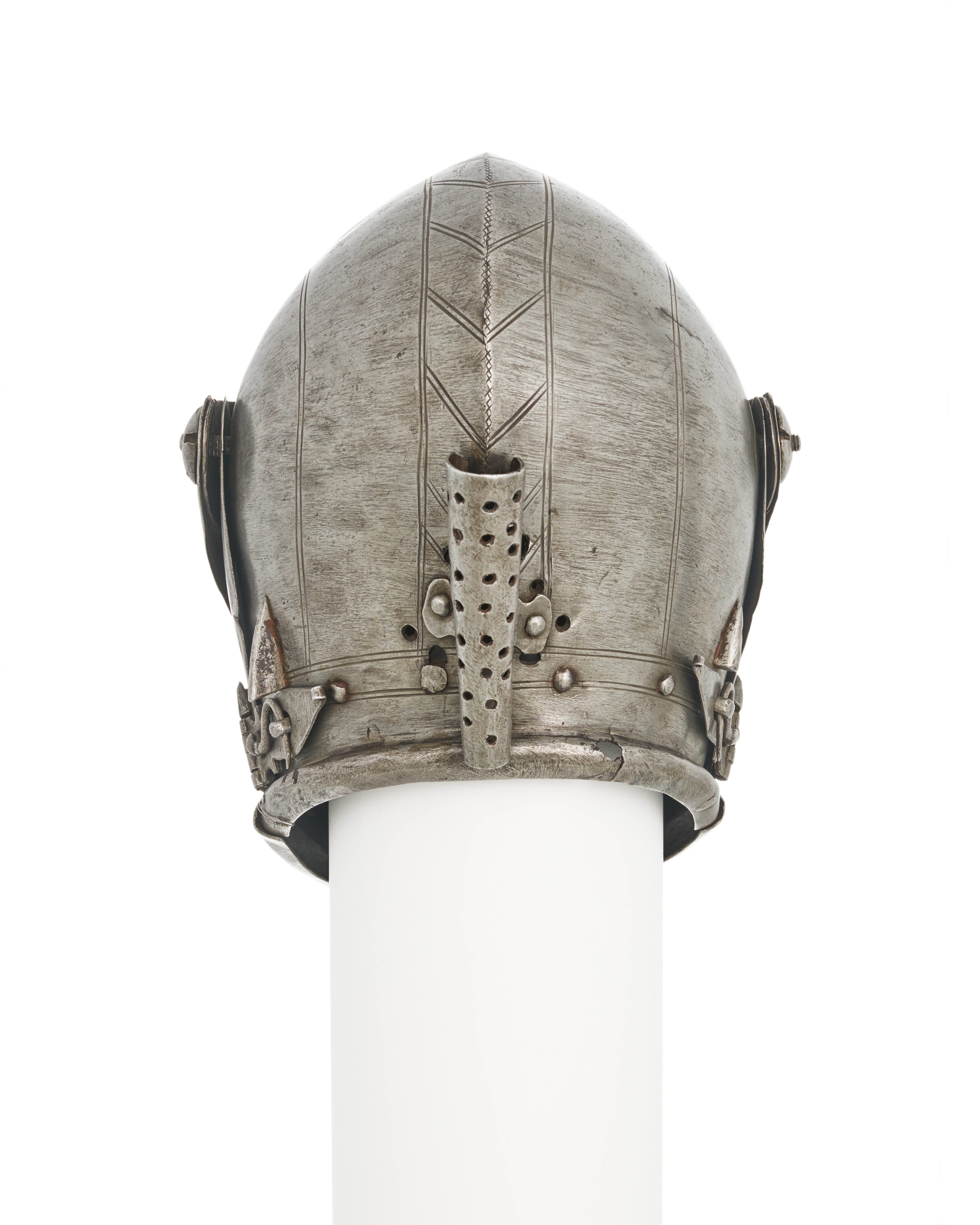
Bakvy